# Оскар Недбал
Оскар Недбал (чеськ. Oskar Nedbal; 26 березня 1874, Табор — 24 січень 1930 року, Загреб) — чеський альтист, диригент і композитор. Дядько диригента Карела Недбала.
Закінчив Празьку консерваторію по класу скрипки та композиції (1891), протягом останнього року займався під керівництвом Антоніна Дворжака. У 1892 був одним із засновників Чеського квартету, в якому грав на альті.
З 1896 Недбал почав активно виступати як диригент, головним чином, з оркестром Національного театру. У 1902 він сам диригував прем'єрою свого першого балету «Казка про Гонзо» (чеськ. Pohádka o Honzovi), незабаром поставленого також і в Відні під назвою «Дурний Ганс» (Der faule Hans).
У 1906 через виникнення роману з дружиною свого товариша по Чеському квартету Карела Хофмана Недбал був змушений піти з квартету і переселитися з Праги до Відня. Тут він залишив практично виконавську діяльність, заснував і до 1919 року очолював Тонкюнстлер-оркестр, з яким, зокрема, пропагував в Австрії та інших країнах чеську музику. Оркестр давав щотижневі недільні концерти в знаменитому театрі «Ан дер Він» — одному з головних центрів розвитку віденської оперети, і, можливо, це підштовхнуло Недбала звернутися до цього жанру музичного театру: в 1910 побачила світ (правда, в Празі) його перша оперета «Непорочна Барбара» (Cudná Barbora), за якою були «Польська кров» (нім. Polenblut; 1913), «Наречена виноградаря» (Die Winzerbraut; 1916), «Прекрасна Саскія» (Die schöne Saskia; 1917), «Єреван» (1918).
У 1919 після розпаду Австро-Угорщини Недбал повернувся до Праги, але не знайшов там постійної роботи і врешті-решт у 1923 перебрався до Братислави, де зайняв пост художнього керівника Словацького національного театру. Тут він успішно працював до 1930, коли вибухнула економічна криза і поставила театр на грань банкрутства.

Газети звинувачували Недбала в критичному положенні театру і вимагали, щоб він виплатив борг театру з власних коштів. У збентеженому стані духу він вирушив до Загреба, щоб диригувати тамтешньою постановкою свого балету «Казка про Гонзо», і ввечері напередодні Різдва викинувся з вікна Загребського театру.